# Oxyrhopus rhombifer
La falsa coral (Oxyrhopus rhombifer) es una especie de serpiente de la familia Colubridae. Puede alcanzar los 0,90 metros de longitud.
Presenta un color dorsal de fondo rojo anaranjado, cruzado por 30-60 bandas negras ribeteadas de blanco o crema. Las manchas son mucho más amplias en la zona vertebral, donde casi se tocan y terminan más finas en la zona dorsoateral.
Las escamas cefálicas son mayormente negras, con pequeñas manchas blanquecinas pálidas sobre las escamas labiales, y pequeñas manchas negras en las escamas temporales. La zona ventral es amarillenta-blanquecina, punteada en forma irregular por diminutos lunares negruzcos.
Es de cuerpo esbelto con cola puntiaguda, cabeza relativamente corta pero bien diferenciada del cuello y ojos pequeños. El hocico es redondeado, no sobresaliente. Escamas dorsales lisas con fosetas.

## Subespecies
Se reconocen actualmente tres subespecies:
| Subespecie                    | Autoridad                       | Nombre común                  | Distribución geográfica |
| ----------------------------- | ------------------------------- | ----------------------------- | --- |
| O. rhombifer inaequifasciatus | Werner, 1909                    | Culebra de bandas oscuras     | Argentina (Chaco, Formosa, Jujuy, Salta y Santa Fe (Giraudo & Quaini, 1997). Provincia Chaqueña); Localidad Tipo: Estancia Postillon, Puerto Max en Río Paraguay, Paraguay. |
| O. rhombifer rhombifer        | Duméril, Bibron & Duméril, 1854 | Culebra manchada              | Brasil (Amazonas, Rio Grande do Sul, Mato Grosso, Minas Gerais, Bahia [HR 31: 57]), Perú, Bolivia, Paraguay, Uruguay, Argentina (Mendoza, La Pampa, San Juan, San Luis, Córdoba, La Rioja, Catamarca, Tucumán, Santiago del Estero, Jujuy, Salta, Formosa, Chaco, Santa Fe, Buenos Aires, Entre Ríos, Corrientes, Río Negro [HR 30: 114]) |
| O. rhombifer bachmanni        | (Weyemberg, 1876)               | Culebra de rombos de Bachmann | Argentina (Catamarca, Córdoba, La Pampa, La Rioja, Mendoza, Río Negro, San Juan, San Luis, Santiago del Estero y Tucumán; Provincia Chaqueña, Monte y Espinal y áreas transicionales entre El Espinal y Provincia Pampeana (Distrito Pampeano Austral)); Localidad Tipo: Córdoba, Argentina.                                              |